# Požár

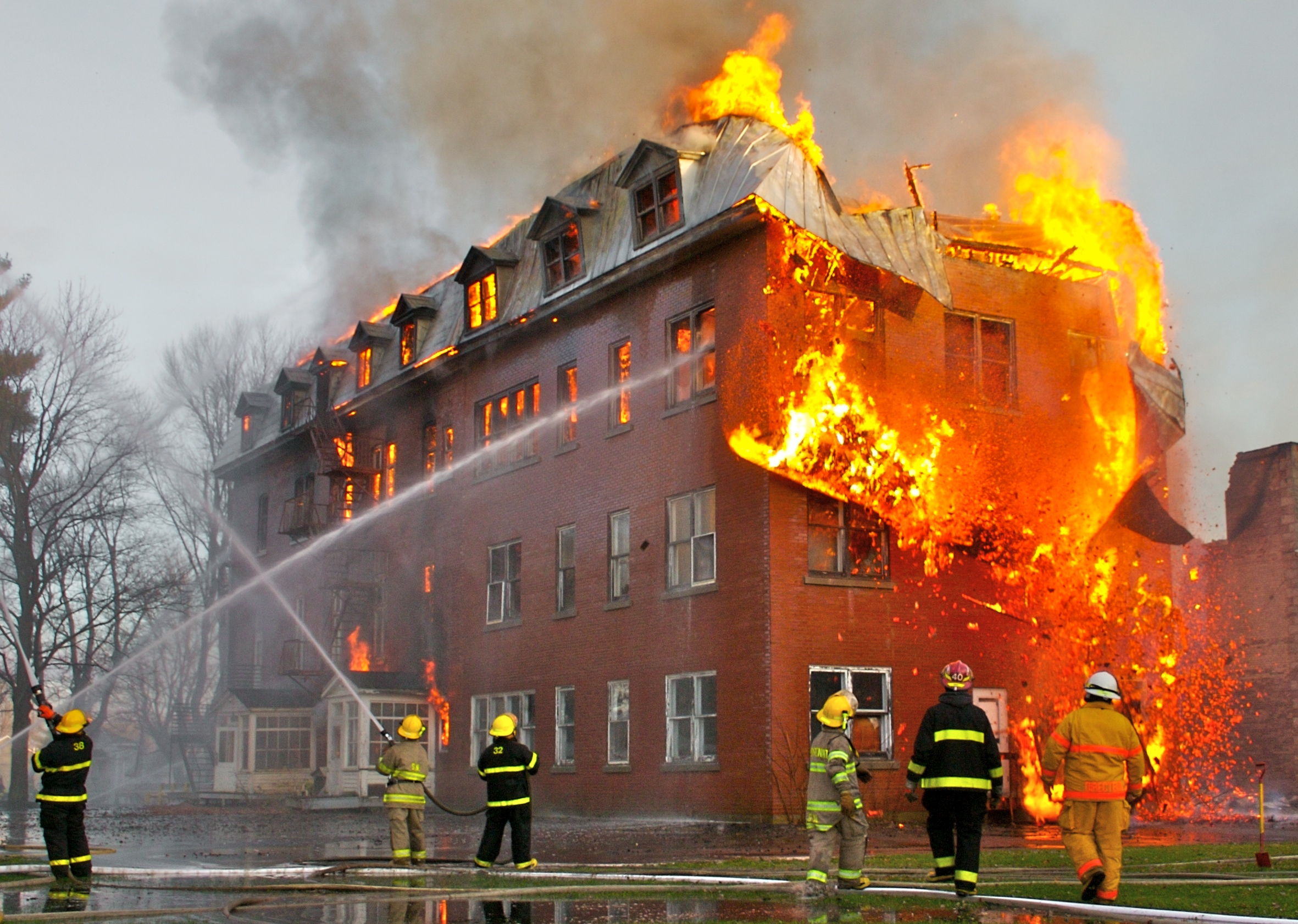
Požár obytného domu v kanadském Massueville (2006)

Požár je každé nežádoucí hoření, při kterém dochází:
- k usmrcení nebo zranění osob nebo zvířat,
- ke škodám na materiálních hodnotách nebo životním prostředí, nebo
- k bezprostřednímu ohrožení osob, zvířat, materiálních hodnot nebo životního prostředí.

Vzniká obvykle buď v důsledku technické chyby, nedbalosti nebo neznalosti osob, přírodního neštěstí nebo úmyslným zapálením (žhářství).

## Třídy požáru
Pro účely požární ochrany se zavádí tzv. třídy požárů. Do tříd se požáry dělí především s ohledem na skupenství hořících látek:
| Třída | Charakteristika                                                                                 | Příklad látky                                     | Hasicí přístroj               |
| ----- | ----------------------------------------------------------------------------------------------- | ------------------------------------------------- | ----------------------------- |
|       | Požáry pevných látek, zejména organického původu, jejich hoření je zpravidla provázeno žhnutím. | papír, dřevo, textil                              | pěna, sníh, prášek            |
|       | Požáry kapalin nebo látek přecházejících do kapalného skupenství.                               | benzín, nafta, barvy, dehet, tuky, vosky, parafín | pěna, sníh, prášek            |
|       | Požáry plynů                                                                                    | acetylen, vodík, metan, propan                    | prášek, sníh                  |
|       | Požár lehkých kovů nebo alkalických kovů                                                        | hořčík, slitiny hliníku, lithium, sodík, draslík  | speciálně upravený prášek     |
|       | Požáry jedlých olejů a tuků                                                                     | tuk na smažení                                    | Pěnový přístroj na jedlé tuky |

## Fáze požáru
Fáze požáru jsou důležitou charakteristikou popisující vlastnosti požáru při jeho volném rozvoji, tzn. v případě, že není hašen.
Průběh požáru můžeme rozdělit na 4 fáze:
1. fáze je určena časem od vzniku požáru rozhoření prvních hořlavých předmětů. V praxi se uvažuje čas 10 minut. Tato fáze je charakterizována nízkými teplotami a malou výměnou plynů. Tuto fázi rovněž označujeme jako fázi rozhořívání.
2. fáze je charakterizována prudkým nárůstem teploty a plochy požáru, zejména v souvislosti s celkovým vzplanutím
3. fáze je období, kdy požár je stabilizován, probíhá intenzivní hoření a požárem jsou zachváceny všechny hořlavé předměty v prostoru.
4. fáze je charakterizována nedostatkem hořlavého materiálu a postupným snižováním intenzity hoření.

Optimální je provedení hasebního zásahu v první fázi, případně na začátku druhé fáze, kdy ještě nedošlo k plnému rozvinutí požáru.

## Co dělat při požáru?
Pokud vypukl požár v objektu, kde se nacházíte, zachovejte klid.
- Co nejrychleji volejte tísňovou linku 150 nebo 112 a ohlaste požár.
- Varujte ostatní třeba voláním „hoří“.
- Prověřte zda se v ohroženém prostředí nenacházejí další osoby, pokud ano, snažte se je zachránit. V případě, že se vám to nepodaří, zapamatujte si jejich polohu (popřípadě ji označte) a neprodleně po příjezdu hasičů jim tuto nahlaste, jde o velmi cennou informaci.
- Pokuste se požár uhasit dostupnými prostředky a proveďte opatření k zamezení šíření požáru (vypněte plyn, elektřinu, zavřete dveře, odneste hořlavé látky).
- Opusťte budovu v souladu s jejím evakuačním řádem. (Chraňte si tělo, nejlépe namočením oděvu, dýchací cesty namočeným ručníkem, vezměte si nejnutnější osobní věci (doklady, peníze, léky apod.)
- Poslouchejte pokyny hasičů nebo členů IZS a poskytněte jim případně pomoc, kterou si vyžádají.